# Abbie Cat
Abbie Cat (Budapest, 19 de mayo de 1989) es una actriz pornográfica y modelo erótica húngara.

## Biografía
Abbie Cat nació en Budapest, capital de Hungría, en mayo de 1989, con el nombre de Evelin Gunyecz. No se sabe mucho acerca de su vida antes del año 2009, cuando entra en la industria pornográfica a los 20 años de edad.
Desde su debut, comenzó a trabajar con productoras tanto europeas como estadounidenses, destacando Evil Angel, Private, Digital Playground, Video Art Holland, Brazzers, Girlfriends Films, 21Sextury o Video Marc Dorcel.
El mismo año de su comienzo en el cine porno realizó sus primeras escenas de sexo anal y doble penetración en la película Fresh On Cock - Abbie Cat Vs. Angelica Heart, de la productora Evil Angel y dirigida por Christoph Clark.
En 2013 recibió sus dos primeras nominaciones, en los Premios XBIZ fue nominada en la categoría de Artista femenina extranjera del año y en los Premios AVN a la Mejor escena de sexo en producción extranjera por la película Brazzers Worldwide: Budapest 1.
En 2014 y 2015 volvió a pasar por los AVN con dos nominaciones a Mejor escena de sexo en producción extranjera por XXX Fucktory y Footballers' Housewives respectivamente.
Así mismo, en 2015 recibió otra nominación en los AVN a la Artista femenina extranjera del año.
Ha grabado más de 290 películas como actriz.
Algunas películas de su filmografía son All Star POV, Anal Carwash, Boob Day 2, Breaking Ass, Chambermaid, Lez-stravaganza! 14, Private Gold 115 - La Femme Fucktale, Rocco's Abbondanza 2 o Toys and Tongues.

## Premios y nominaciones
| Año  | Ceremonia    | Resultado | Premio                                        | Trabajo                        |
| ---- | ------------ | --------- | --------------------------------------------- | ------------------------------ |
| 2013 | Premios AVN  | Nominada  | Mejor escena de sexo en producción extranjera | Brazzers Worldwide: Budapest 1 |
| 2013 | Premios XBIZ | Nominada  | Artista femenina extranjera del año           | —                              |
| 2014 | Premios AVN  | Nominada  | Mejor escena de sexo en producción extranjera | XXX Fucktory                   |
| 2015 | Premios AVN  | Nominada  | Mejor escena de sexo en producción extranjera | Footballers' Housewives        |
| 2015 | Premios AVN  | Nominada  | Artista femenina extranjera del año           | —                              |